# Leon, New York
Leon är en kommun (town) i Cattaraugus County i den amerikanska delstaten New York med en yta av 94 km² och en folkmängd, som uppgår till 1 380 invånare (2000).

## Kända personer födda i Leon
- Wilbur F. Sanders, politiker